# Liar (singel Silii Kapsis)
Liar – singel australijskiej piosenkarki pochodzenia grecko-cypryjskiego Silii Kapsis, wydany 29 lutego 2024 pod nakładem wytwórni K2ID Productions.
Kompozycja reprezentowała Cypr w 68. Konkursie Piosenki Eurowizji w Malmö.

## Lista utworów
| Digital download / media strumieniowe | Digital download / media strumieniowe | Digital download / media strumieniowe |
| Nr                                    | Tytuł utworu                          | Długość                               |
| ------------------------------------- | ------------------------------------- | ------------------------------------- |
| 1.                                    | „Liar”                                | 2:58                                  |

## Powstanie utworu i historia wydania
Utwór skomponowali i napisali Dimitris Kontopulos i Elke Tiel. Przed premierą piosenki Kapsis sugerowała, że jest to piosenka gatunku dance-pop. Przesłanie wytłumaczono w komunikacie prasowym w następujących słowach: [Tekst] niekoniecznie ogranicza swoje znaczenie do konkretnej osoby, ale reprezentuje także szereg fałszywych sytuacji, które niestety narzuciła dzisiejsza, często sztuczna i powierzchowna rzeczywistość. Sytuacje takie jak body shaming, seksualność, a także wszelkie formy opresji.

## Konkurs Piosenki Eurowizji
Cypryjski nadawca CyBC ogłosił w maju 2023 roku, że wyprodukuje piąty sezon talent show Fame Story we współpracy z greckim komercyjnym kanałem Star, z zamiarem wykorzystania go do wybrania reprezentanta Cypru do konkursu w 2024 roku. Grecki nadawca ERT, wyłączny właściciel praw do organizowania wydarzeń eurowizyjnych w Grecji, złożył skargę do EBU w związku z emisją programu Fame Story w tym kraju. Ostatecznie CyBC zrezygnował z organizacji preselekcji i wybrał wewnętrznie Silię Kapsis do reprezentowania kraju. Na początku 2024 potwierdzono, że to utwór „Liar” wybrzmi jako cypryjska propozycja w konkursie.

## Teledysk
Do piosenki został zrealizowany oficjalny teledysk w reżyserii Kostasa Karydasa, który został opublikowany premierowo 29 lutego 2024 na kanale „Eurovision Song Contest” w serwisie YouTube. Nagrywki do teledysku miały miejsce w Limassolu.